# Rosa Eriksen
Rosa Eriksen, née le 26 février 1990 à Holbæk (Danemark), est une femme politique danoise, membre des Modérés.

## Biographie
Rosa Eriksen est infirmière de profession à partir de 2016 à Odense.
Elle est successivement membre des mouvements de jeunesse de la Social-démocratie et de Venstre.
Elle s'engage en 2022 au sein des Modérés, le nouveau parti centriste fondé par l'ancien Premier ministre Lars Løkke Rasmussen. Elle est élue députée au Folketing sous les couleurs du mouvement lors des élections législatives du 1er novembre.
Après le scrutin, elle devient la porte-parole de son groupe parlementaire pour les affaires sociales et l'égalité. Elle prend également la présidence de la commission des affaires sociales du Folketing, un rôle qu'elle quitte en 2024,.